# Polizeiruf 110: Klick gemacht
Klick gemacht ist ein Fernsehfilm aus der Krimireihe Polizeiruf 110. Der im Auftrag des Bayerischen Rundfunks unter der Regie von Stephan Wagner produzierte Beitrag wurde am 29. November 2009 im Ersten Programm der ARD erstgesendet. Es ist die einzige Folge mit Kriminalhauptkommissar Friedl Papen (Jörg Hube) als Münchner Ermittler.

## Handlung
Kriminalhauptkommissar Friedl Papen soll die Leitung des Kommissariats in München übernehmen. Die neuen Kollegen sind nicht sehr begeistert, einen „Fremden“ als Ersatz des Vorgängers Tauber zu bekommen. Oberkommissar May hatte sich große Hoffnung auf den Posten gemacht und ist entsprechend enttäuscht und ablehnend gegen seinen neuen Chef. Noch vor dem offiziellen Amtsantritt gelingt es Papen, einen alten Mann des Mordes zu überführen, was die Kollegen beeindruckt.
Schon am nächsten Tag wird Friedrich Papen zu einem neuen Fall gerufen. Auf dem Heimweg von einer Kasernenfeier wurde der Bundeswehrangehörige Oberleutnant Rolf Darkow entführt. Gleich zu Beginn der Ermittlungen trifft der Kommissar auf Ulrike Steiger, Hauptmann der Feldjäger. Die Militärpolizistin soll ihn bei seiner Arbeit unterstützen.
Inzwischen spricht der maskierte Entführer mit verstellter Stimme zu seinem Opfer, dennoch meint Darkow, Feldwebel Tom Brauer zu erkennen. Dieser fordert Rechenschaft, warum der Oberleutnant vor sechs Monaten eine Kompanie in Afghanistan auf eine viel zu gefährliche Route geschickt hat und dadurch drei Soldaten umgekommen sind. Der Entführer gibt Darkow die Schuld am Tod der Männer und will ihn dafür bestrafen. Er lässt ihn mitten im Wald auf einen Sprengsatz treten, der detonieren würde, sobald er sich von der Stelle rührt.
Papen lässt sich als Erstes die Unterlagen von Darkow zeigen und findet sehr schnell den Bericht über den Vorfall in Afghanistan. Sofort schließt er auf einen Zusammenhang und will, dass die Angehörigen der Opfer überprüft werden. Noch während der Ermittlungen erscheint ein Video im Internet, das der Entführer veröffentlicht hat. Es zeigt Darkow auf der Mine stehend, und mit einer Botschaft fordert er die Wahrheit, sonst würde der Oberleutnant sterben. Ein Wettlauf gegen die Zeit beginnt. 
Ulrike Steiger versucht über ihren Vater, interne Informationen über die Untersuchung des Anschlags in Afghanistan zu bekommen. Er als Oberst könnte Details wissen, die für die Aufklärung der Entführung wichtig wären, doch er verweigert die Zusammenarbeit. Militärische Geheimhaltung scheint ihm wichtiger als das Leben des Oberleutnants. Ulrike Steiger ist sehr enttäuscht und beginnt an der Ehrenhaftigkeit ihres Berufes zu zweifeln. Entsprechend ehrgeizig stürzt sie sich in die Ermittlungen mit dem Kommissar. Der stößt inzwischen auf Tom Brauer, der den Anschlag in Afghanistan selbst überlebt hat und mit einem der toten Kameraden eng befreundet war. Als Brauer unerwartet bei Familie Wegener auftaucht, die gerade von Papen und Steiger befragt wird, nimmt Steiger den Mann fest. Er ist aufgrund seiner Erlebnisse schwer traumatisiert und steht unter Medikamenteneinfluss.
Durch einen Hinweis von Darkows kleiner Tochter werden die Ermittler auf Hauptfeldwebel Peter Jünnemann aufmerksam. Er war Fahrer, als der Anschlag passierte, und sitzt seitdem im Rollstuhl. Steiger und Papen suchen ihn auf. Jünnemann ist ebenfalls davon überzeugt, dass Darkow schuld am Tod seiner Kameraden ist, und zeigt keine Spur von Mitleid, als er von der Entführung des Oberleutnants erfährt. Ohne Vorwarnung sprengt er sich vor den Augen der Ermittler mit einer Mine in die Luft. Somit beginnt die fieberhafte Suche nach Jünnemanns Komplizen. Die Spur führt zur Familie Wegener, die ihren Sohn Robert bei dem Attentat verloren hatte. Helmut Wegener wird festgenommen und erklärt beim Verhör, dass er den Aufenthaltsort von Darkow nur bekannt gibt, wenn endlich die Wahrheit über die Hintergründe des Anschlags in Afghanistan ans Licht kämen.
Darkow steht seit Stunden fast regungslos auf der Mine. Langsam schwindet ihm die Kraft aus den Beinen und noch immer ist eine Kamera auf ihn gerichtet. In seiner Todesangst spricht er aus, dass er nur Befehle ausgeführt hätte, so wie das ein guter Soldat zu tun hat.
Nachdem Tom Brauer, der sich noch immer in polizeilichem Gewahrsam befindet, zugibt, seinen Freund Robert eigenhändig erschossen zu haben, weil er mit zerfetztem Körper ihn darum gebeten hatte, knickt Roberts Vater ein und führt die Polizei zu dem Waldstück. Darkow kann unverletzt in Sicherheit gebracht werden, doch bleiben einige Fragen offen. So stellt sich heraus, dass Oberst Steiger genau wusste, dass Darkow aus übertriebenem Ehrgeiz heraus die von ihm vorgegebene Route als sicher ausgewiesen hat. Damit wollte er die Fortschritte des Einsatzes des Militärs beweisen. Diesen Fehler wollte niemand zugeben und so hat selbst Oberst Steiger diese Fehlentscheidung gedeckt und vertuscht. Seine Tochter ist nun vollends von der Bundeswehr enttäuscht und verlässt die Truppe. Sie bittet Papen, sie mit zur Kriminalpolizei nach München zu nehmen.

## Hintergrund
Der Film wurde vom 21. Oktober 2008 bis 27. November 2008 in München und in Freising (ehem. General-von-Stein-Kaserne) gedreht.
Der Schauspieler Jörg Hube starb im Juni 2009 noch vor der Erstsendung. Mit Hube und Stappenbeck sollte ein neues Ermittlerteam die Nachfolge der Münchner Ermittler Tauber und Obermaier antreten, doch blieb es durch Hubes Tod bei dieser einen Folge mit ihm. Die Folgeepisode Die Lücke, die der Teufel lässt bestreitet Stappenbeck als Ulrike Steiger allein.

## Rezeption

### Einschaltquoten
Die Erstausstrahlung von Klick gemacht am 29. November 2009 wurde in Deutschland von 6,81 Millionen Zuschauern gesehen und erreichte einen Marktanteil von 19,0 Prozent für Das Erste.

### Kritik
Rainer Tittelbach von tittelbach.tv schreibt zu diesem temporeichen und „überragenden Film“: „Quasi im Vorbeigehen wird in diesem 'Polizeiruf' die Kehrseite des 'Friedensengagements unserer Republik' thematisiert. Es wird hineingehorcht in die Trauer, in die Wut und die Überlebensstrategien der Angehörigen. […] Elegant eingewoben in das spannende Geschehen ist neben der Afghanistan-Geschichte auch die langsame, im gemeinsamen Ermitteln vollzogene Annäherung zwischen dem Kommissar und der Feldjägerin. Angenehm zurück hält sich der Film mit den Klischees vom ungleichen Paar und auch der anschließende Friedenspakt der beiden wird eher beiläufig geschlossen.“

„Sehenswert ist dieser 'Polizeiruf', mit dem in München ursprünglich nach der Ära Tauber-Obermaier eine neue Ära eingeläutet werden sollte, trotzdem allemal. Und zwar wegen Jörg Hube, einem der wirklich Guten. Halb Buddha, halb Brechstange bringt er eine sonderbar sanfte Nervosität auf den Bildschirm, der man sich gerne die nächsten Jahre ausgesetzt hätte.“